# Strikeforce Challengers: Evangelista vs. Aina
Strikeforce Challengers: Evangelista vs. Aina foi um evento de artes marciais mistas promovido pelo Strikeforce. Foi o evento inaugural do Strikeforce Challengers, ocorreu em 15 de maio de 2009 no Save Mart Center em Fresno, California. O evento foi transmitido pela Showtime nos Estados Unidos.